# 南聡
南 聡（みなみ さとし、1955年7月17日 - ）は、東京都出身の日本の作曲家。

## 人物
東京芸術大学大学院修士課程修了。作曲を野田暉行、黛敏郎に師事。1983年の日本音楽コンクールにて作曲部門2位を受賞（1位は空位）、第1回ミュージックトゥデイ国際作曲コンクール入選によってデビュー。
1983年より同人グループ「三年結社」を結成活動。村松賞、文化庁舞台芸術奨励賞を受賞したほか、ISCMの音楽祭に2度入選、アジア音楽祭にも入選した。
1986年より北海道教育大学札幌校助手、准教授を経て、北海道教育大学岩見沢校教授を経て、退官。北海道教育大学岩見沢校名誉教授。日本現代音楽協会会員、荒井記念美術館評議委員、北海道作曲家協会会員。